# Sand-Straußgras
Das Sand-Straußgras (Agrostis vinealis), auch Heide-Straußgras oder Schmalrispiges Straußgras genannt, ist eine Pflanzenart aus der Gattung der Straußgräser (Agrostis) in der Familie der Süßgräser (Poaceae). Es ist eine Pionierpflanze auf offenen Sandflächen.

## Beschreibung

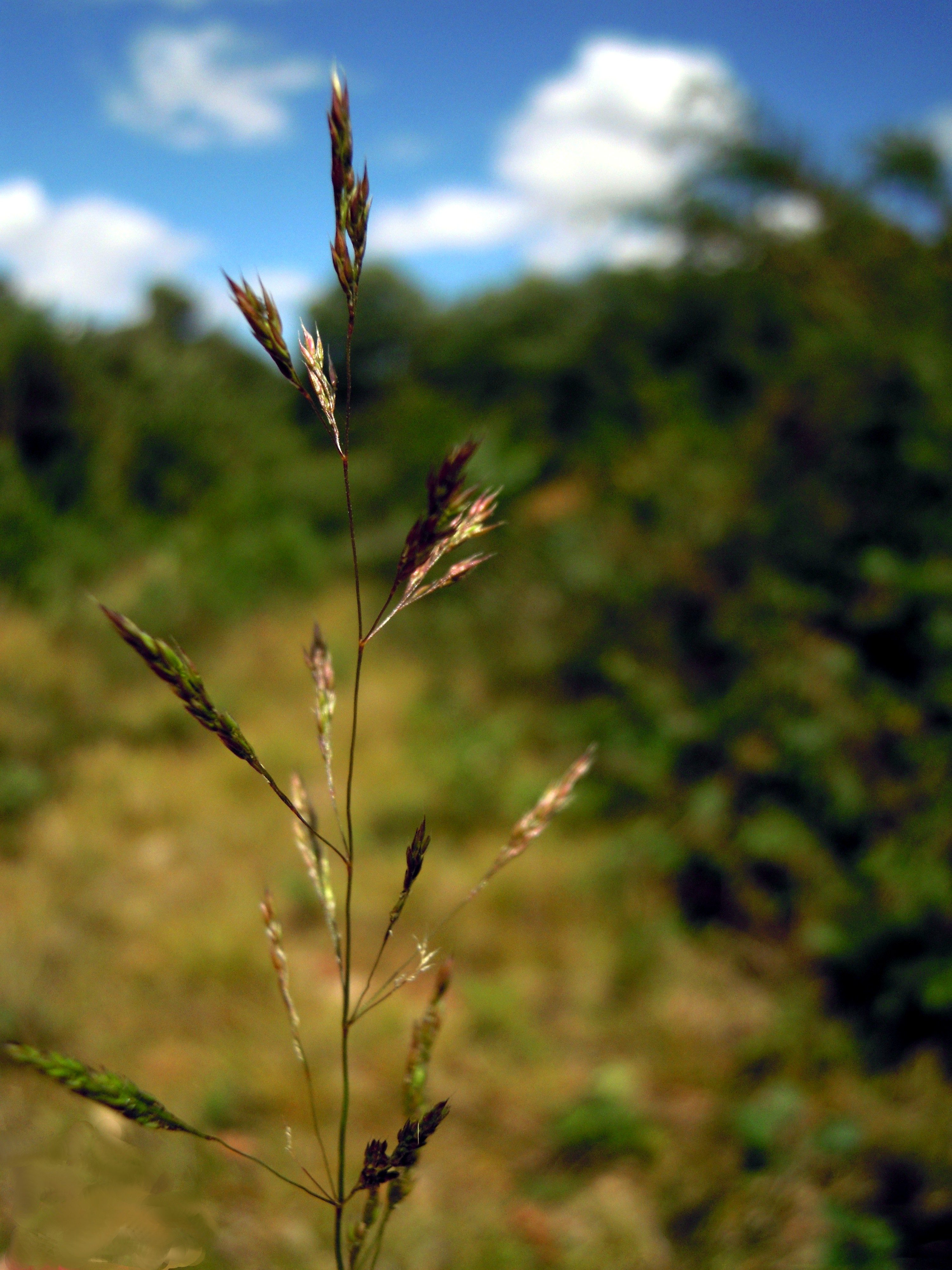
Rispiger Blütenstand

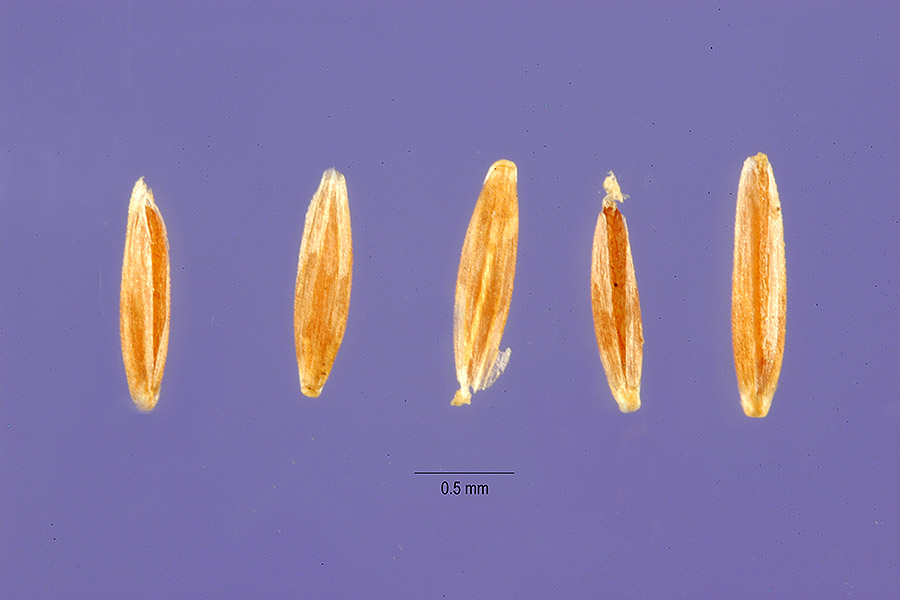
Karyopsen

### Vegetative Merkmale
Das Sand-Straußgras wächst als ausdauernde krautige Pflanze und erreicht Wuchshöhen von 20 bis 40 Zentimetern. Es werden unterirdische Ausläufer gebildet und man findet keine oberirdischen Ausläufer.
Das Blatthäutchen ist bis 5 Millimeter lang. Die Blattspreiten sind etwa 15 Zentimeter lang und 2 Millimeter breit. Die Blätter der nichtblühenden Teile sind borstenförmig, die Blattspreiten der Stängelblätter sind zusammengerollt und bis zu 2 Millimeter breit.

### Generative Merkmale
Die Blütezeit reicht von Juni bis September. Der rispige Blütenstand ist 2 bis 10 Zentimeter lang und bis zu 7 Zentimeter breit. Die Ährchen sind einblütig und 2 bis 3 Millimeter lang. Die Hüllspelzen sind kahl und etwa gleich lang wie die Ährchen. Die Deckspelze ist fünfnervig und zarthäutig. Die gekniete Granne wird 2 bis 4 Millimeter lang; sie kann auch fehlen. Die Staubbeutel sind 1 bis 1,5 Millimeter lang.
Der Fruchtstand ist stark zusammengezogen. Die Karyopse ist 1,5 bis 1,7 Millimeter lang.
Die Chromosomenzahl beträgt 2n = 28 oder 42.

## Ökologie
Das Sand-Straußgras ist ein Hemikryptophyt.

## Ähnliche Arten
Das Sand-Straußgras unterscheidet sich vom Hunds-Straußgras (Agrostis canina) durch die unterirdischen Rhizome statt oberirdischer Kriechsprosse, durch die unterschiedlichen Chromosomenzahlen (Agrostis canina: 2n = 14) und die deutlich abweichenden Standortansprüche.

## Verbreitung und Standortansprüche
Das Sand-Straußgras kommt von Grönland über Mitteleuropa, Russland, die Mongolei und China bis Alaska vor und erreicht über Südosteuropa auch die Türkei und Nordafrika. Das Verbreitungsgebiet reicht vom subarktischen und subalpinen Eurasien und dem subarktischen Amerika bis Nordwestafrika. 
Während es in Norddeutschland häufig ist, gibt es im Südwestdeutschland nur wenige Vorkommen in der Oberrheinebene. In der Schweiz gibt es einen Nachweis aus dem Kanton Zürich am Hochrhein. Im Oberelsass ist die Art aus dem Gebiet zwischen Neubreisach und Ensisheim nachgewiesen.
In Mitteleuropa findet man Agrostis vinealis vor allem auf nährstoff- und basenarmen Sandböden (Charakterart der Klasse Sedo-Scleranthetea; Säurezeiger; Ellenberg-Zeigerwerte: L9, T7, K3, F2, R2, N1). Es tritt auf Binnendünen und in Flugsandgebieten in älteren Formationen der Silbergrasrasen (Corynephoretum canescentis) auf, die zum Sandtrockenrasen vermitteln. Weiterhin kommt es in Zwergstrauchheiden (Ordnung Calluno-Ulicetalia), lichten Kiefern-Steppenwälder (Klasse Pulsatillo-Pinetea sylvestris), in gestörten Borstgras-Rasen (Klasse Nardo-Callunetea) und daneben auch in gehölzfreien Fels- und Geröllfluren (Verband Asplenietea trichomanis) vor.
Die ökologischen Zeigerwerte nach Landolt et al. 2010 sind in der Schweiz: Feuchtezahl F = 2w+ (mäßig trocken aber stark wechselnd), Lichtzahl L = 4 (hell), Reaktionszahl R = 2 (sauer), Temperaturzahl T = 4+ (warm-kollin), Nährstoffzahl N = 2 (nährstoffarm), Kontinentalitätszahl K = 4 (subkontinental).

## Taxonomie und Systematik
Die Erstveröffentlichung von Agrostis vinealis erfolgte 1771 durch Johann Christian von Schreber in Spicilegium Florae Lipsicae S. 47. Wissenschaftliche Synonyme von Agrostis vinealis Schreb. sind Agrostis stricta J.F.Gmel., Agrostis canina var. coarctata (Ehrh. ex Hoffm.) G.Mey., Agrostis arida (Schltdl.) F.Herm., Agrostis canina subsp. montana (Hartm.) Hartm., Agrostis canina var. arida Schltdl., Agrostis canina var. montana Hartm., Agrostis coarctata Ehrh. ex Hoffm. und Agrostis pusilla Dumort.
Man kann 3 Unterarten unterscheiden:
- Agrostis vinealis subsp. ericetorum (Préaub. & Bouvet) Valdés & H. Scholz: Sie kommt in Frankreich vor.[5]
- Agrostis vinealis subsp. planifolia (K. Koch) Tzvelev: Sie kommt in der Türkei und im Kaukasusraum vor.[5]
- Agrostis vinealis Schreb. subsp. vinealis: Sie kommt in Europa in Frankreich, Großbritannien, Belgien, den Niederlanden, Deutschland, Dänemark, Norwegen, Schweden, Finnland, Island, Österreich, Slowenien, Tschechien, Slowakei, Polen, Litauen, Estland, Belarus, Russland, Ukraine, Moldau, Rumänien, Ungarn und außerdem im Kaukasusraum und in Nordafrika vor.[5]